# Castell de Llimiana
El Castell de Llimiana és un castell del terme de Llimiana. Era a l'extrem nord de la vila de Llimiana, i actualment està pràcticament del tot desaparegut. Només en queden restes de les muralles que des del castell encerclaven la vila, que prenia la forma d'una vila closa.
Encarat cap al nord, és a dir, cap a la vila de Tremp, i dominant-ne els accessos des del sud, pel Noguera Pallaresa, sobretot, però també tenint accés als que venien de llevant, de la Conca Dellà, per la vall del riu de Gavet, el seu lloc estratègic es constata amb una simple visita al lloc. A més, a l'altra banda de la Noguera Pallaresa es dreça el castell de Mur: tots dos castells confrontaven en el riu, i vetllaven pels accessos als Pallars des del sud.
És documentat des de l'any 954, quan el futur comte d'Urgell Ermengol I, encara en vida de son pare, Borrell II (comte de Barcelona, Girona, Osona i Urgell), el cedí al comte de Pallars Ramon II. Són abundants les citacions del tombant de l'any 1000: 982, 995. La més important és del 1055, quan Ramon VI de Pallars Jussà traspassà el castell i la vila de Llimiana als seus sogres, Arnau Mir de Tost i Arsenda d'Àger.
Arnau Mir de Tost llegà castell i vila al seu nebot Arnau i a la seva filla Valença, muller de Ramon V de Pallars Jussà, i el 1079 el comte el cedí en feu a Guitard Guillem de Meià, qui en cedia la tinença a Guillem Folc, feudatari de l'anterior. Tanmateix, el senyoriu superior el continuava mantenint el comte d'Urgell, qui el cedí el 1086 als comtes de Pallars Jussà.
El 1200 n'era senyor Arnau de Llimiana, qui feu donacions al monestir de Sant Miquel de Cellers (o del Congost), i el 1206 ingressà en la confraria dels pabordes de Mur.
El 1278 el rei Pere el Gran reclamà a Guillem de Meià el lliurament de la potestat sobre el castell de Llimiana, i el 1283 Alfons el Franc infeudà definitivament el castell a Arnau Roger I de Pallars. El 1391 Joan I el Caçador confirmava aquesta infeudació. Tanmateix, el domini directe continuava en mans dels Meià.
El 1330 fou creat el marquesat de Camarasa, i Llimiana entrà a formar-ne part. El 1426 fou venut altre cop a mans pallareses: Pere d'Orcau en fou el comprador.
A la guerra contra Joan II, Llimiana fou seu d'un dels rebels contra el rei: el capitost Marxicot s'hi feu fort, i hi tingué presoners, entre els quals destaca un eclesiàstic de Lleida, Manuel d'Argentona. En acabada la guerra, al cap d'uns anys, el 1481 Ferran el Catòlic donà Llimiana a Juan de Luna, i el 1487 castell i vila retornaven al patrimoni reial.
Es mantingué ja dins del patrimoni reial, i consta que al segle xviii n'era batlle perpetu el Marquès de Llo.